# Col d'Aubisque
O Col d'Aubisque (em occitano:  Còth d'Aubisca) (altitude 1,709 m (5,607 ft) ) é um desfiladeiro nos Pirenéus a 30 km a sul de Tarbes e Pau, no departamento dos Pirenéus Atlânticos, na região da Aquitânia na França.
A passagem fica na encosta norte do Pic de Ger ( 2,613 m (8,573 ft) ) e conecta Laruns, no vale do Gave d'Ossau, via Eaux-Bonnes (oeste) a Argelès-Gazost, no vale do Gave de Pau, via Col du Soulor (leste). A estrada atravessa o Cirque du Litor, na parte alta do vale de Ouzom. Geralmente está fechado de dezembro a junho.
O passe é o ponto de partida para excursões e um centro de desportos de inverno. No verão, é popular entre os ciclistas. É regularmente parte do Tour de France, geralmente classificado como uma escalada hors catégorie.

## O colo
O cume do colo é marcado por uma placa comemorativa a André Bach (1888–1945), membro da Legião de Honra e Presidente do Ciclo Clube de Béarn (CCB). André Bach foi mutilado durante a 1ª Guerra Mundial, quando perdeu o braço esquerdo em 1916. Em 1943, ele foi deportado para o campo de concentração de Buchenwald, na Alemanha, e morreu em maio de 1945 em Boulay-Moselle, enquanto voltava para casa. A estela foi inaugurada em 26 de setembro de 1948, e todos os anos é o foco de um passeio memorial.
A inscrição le-se:

André Bach 1888-1945

Officier de la Légion d'honneur

Grand mutilé - Président du C.C.B. - Mort en Déportation

Pour perpétuer son souvenir en ce lieu qu'il aimait tant

Ses amis Les Cyclotouristes du C.C.B.  1948

## Detalhes da escalada

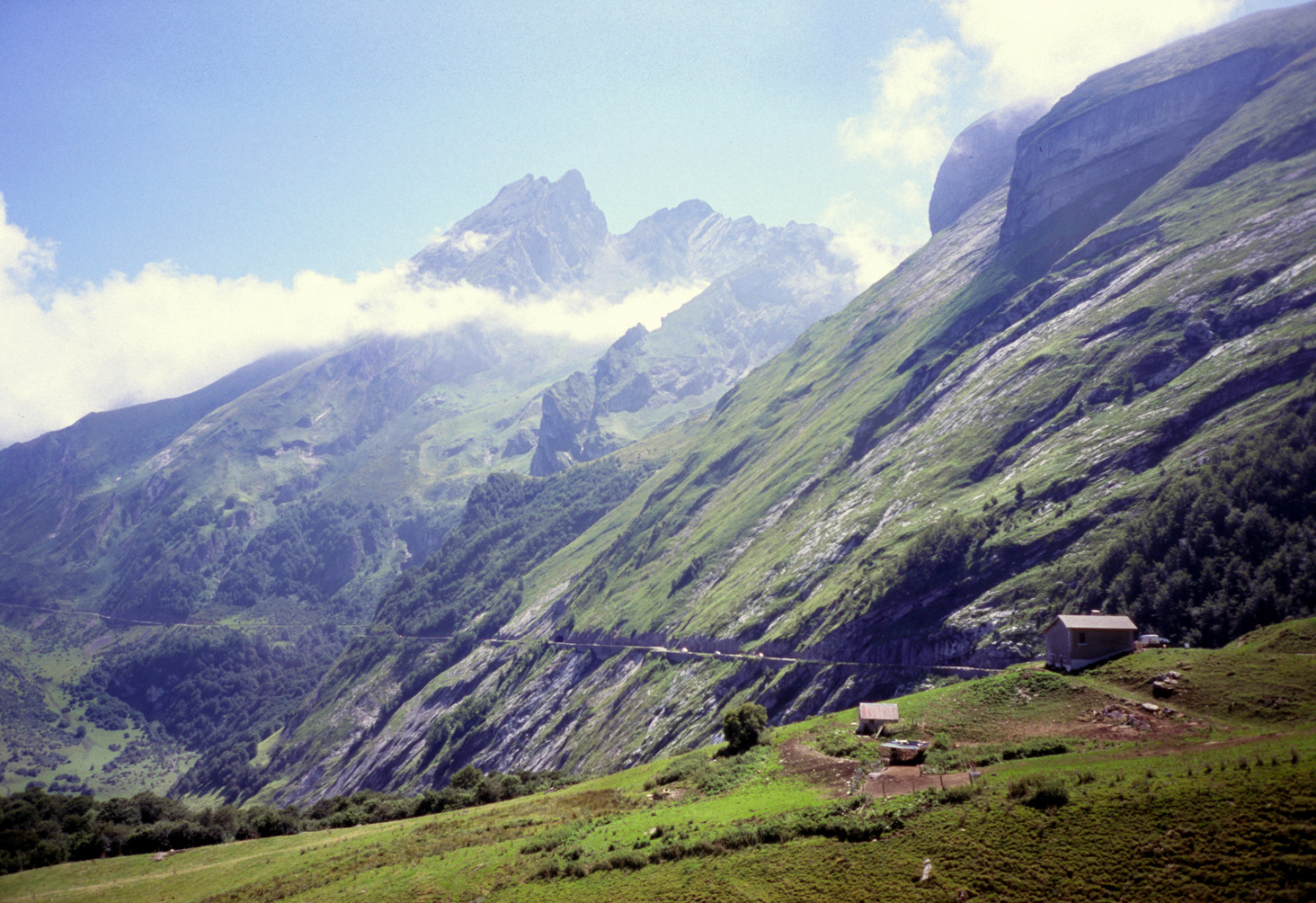
A estrada de Col d'Aubisque em Soulor

Do oeste, a subida ao Aubisque começa em Laruns. De lá, o Aubisque é 16.6 km (10.3 mi) e sobe 1,190 m (3,900 ft), um gradiente médio de 7,2%. Os primeiros quilómetros, até o resort spa de Eaux-Bonnes, são bastante fáceis. Depois da Cascade de Valentin, vem uma secção com 13%. De lá para cima, a subida é de 8.0 km (5.0 mi) na média de 8%, passando pela estação de esqui de Gourette a 1,400 m (4,600 ft).
O lado leste é escalado após o Col du Soulor ( 1,474 m (4,836 ft) ). A partir de Argelès-Gazost, o Soulor tem 19.5 km (12.1 mi). Sobe 1,019 m (3,343 ft), um gradiente médio de 5,2%. Fica mais difícil depois de Arrens-Marsous com 10% e mais. Do Soulor, a subida é 10.6 km (6.6 mi), ganhando mais 235 m (771 ft). A estrada do Soulor corre ao longo de falésias no Cirque du Litor, onde existem dois túneis estreitos e curtos. Do Cirque du Litor, a subida é de 7.5 km (4.7 mi) a 4,6%, um ganho de altura de 350 m (1,150 ft).
Escrevendo em Vélo, Gilbert Duclos-Lassalle disse:
O Aubisque é um daqueles passos hors catégorie [categoria especial] que fazem a lenda do Tour. A escalada está dividida em três partes. O primeiro é bastante fácil. A estrada é boa e os especialistas usam 39 × 19 ou 53 × 21. Então, em Eaux-Bonnes, você vira à esquerda e chega à verdadeira subida. Essa parte, no que diz respeito à Gourette, é bem mais difícil. A parte mais difícil oscila entre oito e dez por cento do sétimo quilómetro até Pont-du-Goua no nono quilómetro e você precisa de 39 × 21. Então, após 300m de apartamento em Gourette, um grampo sobe para o Hôtel des Crêtes Blanches. Os pilotos usam 39 × 17 em quatro quilómetros antes de entrar em 39 × 16 nos últimos dois quilómetros.

## Tour de France

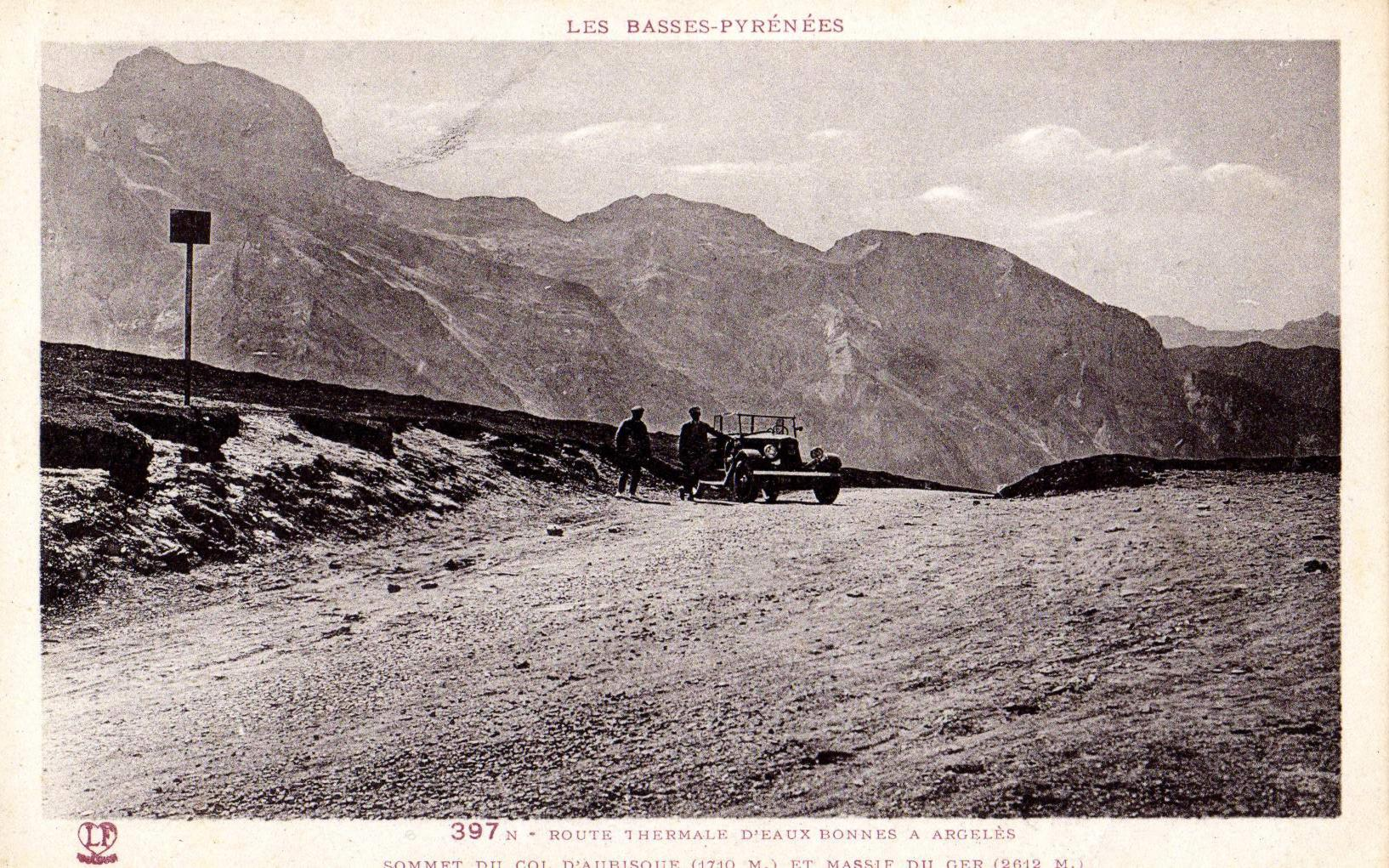
O Aubisque em 1910

O Col d'Aubisque apareceu no Tour de France em 1910, atravessado por François Lafourcade. Tem aparecido com frequência desde então, mais de uma vez a cada dois anos. Foi incluído por insistência de Alphone Steinès, um colega de Henri Desgrange no Tour de France. Steinès visitou o homem responsável pelas estradas locais, o ingénieur des ponts-et-chaussées, que disse: "Levar os ciclistas até Aubisque? Você está completamente louco em Paris. " Steinès concordou que o Tour pagaria 5.000 francos para liberar o passe. Desgrange baixou o preço para 2.000.
Em 1951, Wim van Est estava com a camisola amarela - o primeiro nerlandês a vesti-la e perseguindo os líderes em direção ao Soulor quando escorregou no cascalho e caiu em um barranco. Ele disse:
A primeira curva estava molhada, escorregadia por causa da neve. E havia pedras pontiagudas na estrada que os carros tinham chutado, minha roda dianteira bateu nelas e eu caí. Bem, houve uma queda de 20m. Eles construíram uma barreira lá agora, mas não havia nada para impedi-lo de cair. Eu caí 20 metros, rolando e rolando e rolando. Meus pés haviam saído das correias, minha bicicleta havia sumido e havia uma pequena área plana, a única que está lá, do tamanho de um assento de cadeira, e caí de costas. Um metro para a esquerda ou para a direita e teria caído na pedra sólida, seiscentos ou setecentos metros para baixo. Meus tornozelos estavam todos machucados, meus cotovelos estavam quebrados. Eu estava todo machucado e abalado e não sabia onde estava, mas nada estava quebrado.
O gerente da equipe, Kees Pellenaars, pegou uma corda de reboque do carro da equipa nerlandesa. Era muito curto para chegar a van Est e então ele amarrou 40 pneus de corrida e, portanto, foi retirado. Van Est disse: "Foram todos os pneus que Pellenaars tinha para a equipa. Quando me puxaram para cima, estavam todos esticados e não queriam mais ficar nas rodas! Quarenta pneus! Eu queria voltar para minha moto e começar a correr novamente. Mas não consegui. Pellenaars parou toda a equipa. "
Van Est disse aos jornalistas: "Tive a sensação de que estava sofrendo muito com aquela curva, mas queria muito manter a camisola amarela, então fui direto e voei. Um local de monumento 50 anos depois, em 17 de julho de 2001, diz: "Aqui, em 17 de julho de 1951, o ciclista Wim van Est caiu 70 metros. Ele sobreviveu, mas perdeu a camisola amarela. "  Um anúncio de jornal nos Países Baixos mostrava van Est exibindo o relógio que ele usava, com a legenda: "Meu coração parou, mas não meu Pontiac."

### Final da etapa do Tour de France
A fase 16 do Tour de France 2007 terminou no cume do Aubisque. Houve uma chegada anterior no cume (em 1985). Em 1971, a etapa 16a terminou em Gourette, nos acessos ocidentais de Aubisque.
| Ano  | Etapa | Início da fase    | Distância (km) | Categoria de escalada | Vencedor da etapa | Camisola amarela  |
| ---- | ----- | ----------------- | -------------- | --------------------- | ----------------- | ----------------- |
| 2007 | 16    | Orthez            | 218,5          | Categoria Especial    | Michael Rasmussen | Michael Rasmussen |
| 1985 | 18    | Luz-Saint-Sauveur | 52,5           | 1.ª categoria         | Stephen Roche     | Bernard Hinault   |

Rasmussen venceu a etapa 16 em 2007, confirmando-se como favorito para a vitória em Paris, mas naquela noite foi demitido por sua equipa e jogado fora da corrida.

### Passagens no Tour de France (desde 1947)
Houve 46 passagens sobre o cume desde 1947, tornando-o a segunda montanha mais visitada na história da corrida.
| Ano  | Etapa | Categoria          | Líder da etapa na cume | País          |
| ---- | ----- | ------------------ | ---------------------- | ------------- |
| 2018 | 19    | Categoria Especial | Rafał Majka            | Polónia       |
| 2012 | 16    | Categoria Especial | Thomas Voeckler        | França        |
| 2011 | 13    | Categoria Especial | Jérémy Roy             | França        |
| 2010 | 16    | Categoria Especial | Christophe Moreau      | França        |
| 2005 | 16    | Categoria Especial | Cadel Evans            | Austrália     |
| 2002 | 11    | Categoria Especial | Laurent Jalabert       | França        |
| 2000 | 10    | 2.ª Categoria      | Javier Otxoa           | Espanha       |
| 1999 | 16    | 1.ª Categoria      | Alberto Elli           | Itália        |
| 1998 | 10    | Categoria Especial | Cédric Vasseur         | França        |
| 1996 | 17    | 1.ª Categoria      | Neil Stephens          | Austrália     |
| 1995 | 16    | 2.ª Categoria      | Etapa neutralizada     | —             |
| 1993 | 17    | 1.ª Categoria      | Claudio Chiappucci     | Itália        |
| 1991 | 13    | Categoria Especial | Guido Winterberg       | Suíça         |
| 1990 | 17    | Categoria Especial | Óscar Vargas           | Colômbia      |
| 1989 | 9     | Categoria Especial | Miguel Induráin        | Espanha       |
| 1987 | 14    | Categoria Especial | Thierry Claveyrolat    | França        |
| 1985 | 18    | Categoria Especial | Reynel Montoya         | Colômbia      |
| 1983 | 10    | Categoria Especial | Lucien Van Impe        | Bélgica       |
| 1982 | 12    | 1.ª Categoria      | Beat Breu              | Suíça         |
| 1980 | 13    | Categoria Especial | Maurice Le Guilloux    | França        |
| 1977 | 2     | 1.ª Categoria      | Hennie Kuiper          | Países Baixos |
| 1976 | 15    | 1.ª Categoria      | Wladimiro Panizza      | Itália        |
| 1972 | 7     | 1.ª Categoria      | Wilfried David         | Bélgica       |
| 1971 | 16    | 1.ª Categoria      | Bernard Labourdette    | França        |
| 1970 | 19    | 1.ª Categoria      | Raymond Delisle        | França        |
| 1969 | 17    | 1.ª Categoria      | Eddy Merckx            | Bélgica       |
| 1968 | 12    | 1.ª Categoria      | Julio Jiménez          | Espanha       |
| 1967 | 17    | 1.ª Categoria      | Jean-Claude Theilliere | França        |
| 1966 | 10    | 1.ª Categoria      | Tommaso De Pra         | Itália        |
| 1965 | 9     | 1.ª Categoria      | Julio Jiménez          | Espanha       |
| 1964 | 16    | 1.ª Categoria      | Federico Bahamontes    | Espanha       |
| 1963 | 10    | 1.ª Categoria      | Federico Bahamontes    | Espanha       |
| 1961 | 17    | 1.ª Categoria      | Eddy Pauwels           | Bélgica       |
| 1960 | 10    | 1.ª Categoria      | Graziano Battistini    | Itália        |
| 1958 | 13    | 1.ª Categoria      | Federico Bahamontes    | Espanha       |
| 1957 | 18    | 1.ª Categoria      | Jean Dotto             | França        |
| 1956 | 11    | 1.ª Categoria      | Valentin Huot          | França        |
| 1955 | 18    | 1.ª Categoria      | Charly Gaul            | Luxemburgo    |
| 1954 | 11    | 1.ª Categoria      | Federico Bahamontes    | Espanha       |
| 1953 | 10    | 1.ª Categoria      | Jesus Lorono           | Espanha       |
| 1952 | 18    | 1.ª Categoria      | Fausto Coppi           | Itália        |
| 1951 | 13    | 1.ª Categoria      | Raphaël Géminiani      | França        |
| 1950 | 11    | 1.ª Categoria      | Jean Robic             | França        |
| 1949 | 11    | 1.ª Categoria      | Fausto Coppi           | Itália        |
| 1948 | 7     | 1.ª Categoria      | Bernard Gauthier       | França        |
| 1947 | 15    | 1.ª Categoria      | Jean Robic             | França        |

## Vuelta a España
A 14ª etapa da Vuelta a España de 2016 terminou no cume do Aubisque.
| Ano  | Etapa | Início da fase    | Distância (km) | Categoria de escalada | Vencedor da etapa   | Camisa vermelha      |
| ---- | ----- | ----------------- | -------------- | --------------------- | ------------------- | -------------------- |
| 2016 | 14    | Urdax-Dantxarinea | 196            | Especial              | Robert Gesink (NLD) | Nairo Quintana (COL) |